# Sao Thiên Vương trong tác phẩm giả tưởng

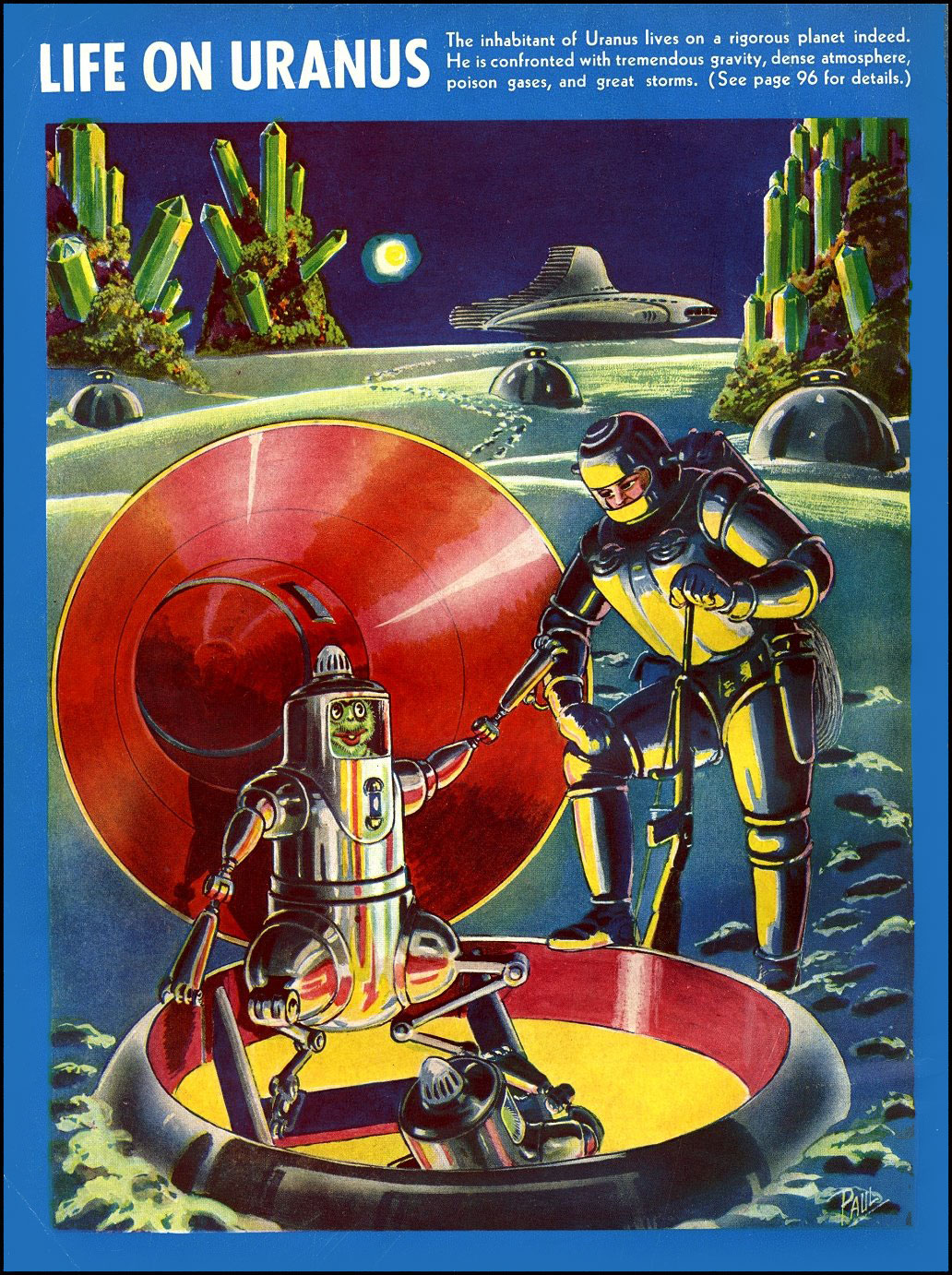
Life on Uranus vẽ bởi Frank R. Paul, bìa sau của quyển Fantastic Adventures, tháng 4 năm 1940.

Không lâu sau khi được phát hiện vào năm 1781, Sao Thiên Vương đã bắt đầu trở thành bối cảnh cho các tác phẩm giả tưởng, dù không thường xuyên. Những tác phẩm thời kỳ đầu miêu tả nó như một hành tinh có bề mặt rắn, dần dần các tác giả chuyển sang mô tả nó là một hành tinh khí, vốn chính xác với thực tế hơn. Những vệ tinh tự nhiên của Sao Thiên Vương cũng xuất hiện trong rất nhiều tác phẩm. Cả hành tinh và các vệ tinh của nó đều có xu hướng gia tăng dần sự hiện diện trong thể loại giả tưởng theo thời gian.

## Sao Thiên Vương
Dù đã được phát hiện từ năm 1781, Sao Thiên Vương vẫn xuất hiện tương đối hiếm trong các tác phẩm viễn tưởng. Theo catalog về những tác phẩm viễn tưởng thời kỳ đầu trong các sách tham khảo Science-Fiction: The Early Years (1990) và Science-Fiction: The Gernsback Years (1998) do E. F. Bleiler và Richard Bleiler biên soạn, Sao Thiên Vương chỉ xuất hiện trong 6 (trên 2.475) và 9 (trên 1.835) tác phẩm tương ứng, so với Sao Hỏa là 194 và Sao Kim là 131 (chỉ tính riêng trong cuốn The Gernsback Years). Có nhiều lời giải thích được đưa ra bao gồm việc hành tinh được phát hiện tương đối trễ, khoảng cách đến Trái Đất quá xa, điều kiện môi trường khắc nghiệt, cũng như vẻ ngoài kém thú vị khi quan sát bằng kính viễn vọng.

### Những mô tả đầu tiên
Lần xuất hiện đầu tiên trong thể loại viễn tưởng của Sao Thiên Vương là tác phẩm năm 1784 của Monsieur Vivenair tên A Journey Lately Performed Through the Air, in an Aerostatic Globe, Commonly Called an Air Balloon, from this Terraqueous Globe to the Newly Discovered Planet, Georgium Sidus. Tác phẩm là một lời châm biếm đối với quân chủ Anh đương nhiệm là George III cùng với triều đình. Trong các tác phẩm mang thể loại du hành qua nhiều địa điểm của Hệ Mặt Trời đã xuất hiện xuyên suốt thế kỷ 19, Sao Thiên Vương cũng ít khi được đề cập đến. Một ngoại lệ hiếm hoi là cuốn tiểu thuyết được xuất bản ẩn danh năm 1837 tên Journeys into the Moon, Several Planets and the Sun.
Các tác phẩm thời kỳ đầu đều mô tả sai lầm rằng Sao Thiên Vương là một hành tinh đất đá, do đó những chủ đề thường thấy khi nhắc đến Sao Thiên Vương là con người định cư trên hành tinh này và người ngoài hành tinh sống trên bề mặt. Trong truyện ngắn năm 1935 The Planet of Doubts của tác giả Stanley G. Weinbaum, con người khi đổ bộ lên Sao Thiên Vương đã phải đối mặt với những giống loài ngoài hành tinh thù địch. Truyện ngắn Code of Spaceways của tác giả Clifton B. Kruse được xuất bản năm 1936 cũng mô tả Sao Thiên Vương có bề mặt rắn, nơi những tên hải tặc vũ trụ với vũ khí gây tê liệt đã chiếm lấy một căn cứ quân sự. Trong truyện ngắn của Raymond Z. Gallun được xuất bản năm 1937 là The Long Winter, tuyết methan rơi xuống bề mặt Sao Thiên Vương trong một mùa đông dài hàng thập kỷ. Các mô tả thời kỳ đầu về Sao Thiên Vương còn có tác phẩm Clouds over Uranus xuất bản năm 1937 của Russell R. Winterbotham và series Buck Rogers của Philip Francis Nowlan.

### Những mô tả sau này
Khi hiểu biết về Sao Thiên Vương ngày càng được mở rộng nhờ những tiến bộ trong lĩnh vực khoa học hành tinh, các tác giả thể loại viễn tưởng dần mô tả nó là một hành tinh khí để phù hợp với thực tế. Do đó, truyện ngắn năm 1942 của Donald A. Wollheim là Planet Passage miêu tả một tàu vũ trụ bay xuyên qua Sao Thiên Vương, truyện ngắn năm 1962 của Fritz Leiber là The Snowbank Orbit lấy bối cảnh bầu khí quyển của hành tinh này được dùng cho kỹ thuật aerobraking, còn tác phẩm Floating Worlds được xuất bản năm 1976 của Cecelia Holland thì khắc họa về những thành phố nổi trên bầu khí quyển của Sao Thiên Vương cũng như của Sao Thổ. Sao Thiên Vương còn xuất hiện trong truyện ngắn năm 1971 của Barry N. Malzberg Ah, Fair Uranus, loạt phim truyền hình Doctor Who của Mark Brandis và nhiều sách truyện tranh khác.
Vào cuối thế kỷ 20, có sự gia tăng nhẹ về số lần xuất hiện của Sao Thiên Vương trong thể loại khoa học viễn tưởng, gồm có truyện ngắn năm 1985 Dies Irae của Charles Sheffield kể về sự sống trong bầu khí quyển, truyện ngắn năm 1999 Into the Blue Abyss của Geoffrey A. Landis có nói về sự sống bên dưới đại dương của hành tinh, và truyện ngắn được xuất bản cùng năm của G. David Nordley là Mustardseed. Sao Thiên Vương cũng xuất hiện thoáng qua trong tiểu thuyết The Memory of Whiteness được xuất bản năm 1985 của Kim Stanley Robinson. Hành tinh này còn là nơi cung cấp deuteri và heli-3 trong trò chơi nhập vai trên bàn Transhuman Space và xuất hiện trong loạt video game Mass Effect.

## Các mặt trăng của Sao Thiên Vương
Những vệ tinh tự nhiên của Sao Thiên Vương cũng xuất hiện trong không ít tác phẩm và vẫn đang ngày càng trở nên phổ biến khi người ta dần biết nhiều hơn về chúng. Các vệ tinh được giữ trong trạng thái tự nhiên ở một số tác phẩm như tiểu thuyết Blue Mars của nhà văn Kim Stanley Robinson vào năm 1996, và là nơi để khai thác tài nguyên không gian trong một số tác phẩm khác như video game Descent. Trong series Durna Rangue của Neil R. Jones mở đầu bằng truyện ngắn năm 1936 "Little Hercules", một giáo phái cùng tên  đã bị đày đến một trong những mặt trăng của Sao Thiên Vương. Vệ tinh Ariel được phát hiện vào năm 1851 cũng xuất hiện trong truyện ngắn năm 1933 của J. Harvey Haggard "Evolution Satellite", nơi mà sự tiến hóa trên mặt trăng nhanh đến nỗi nó diễn ra ngay trong phạm vi thời gian sống của một cá thể sinh vật. Miranda được phát hiện năm 1948 và xuất hiện trong truyện ngắn năm 1993 Into the Miranda Rift của nhà văn G. David Nordley, là nơi những nhà thám hiểm bị mắc kẹt trên bề mặt. Titania, vốn được phát hiện chỉ vài năm sau Sao Thiên Vương (1787), cũng xuất hiện trong trò chơi nhập vai trên bàn Eclipse Phase, nơi mà hệ thống hẻm núi Messina Chasmata của nó trở thành một địa điểm thu hút khách du lịch.